# 地球規模攻撃軍団
地球規模攻撃軍団（ちきゅうきぼこうげきぐんだん、Air Force Global Strike Command、略称:AFGSC）はアメリカ空軍の主要軍団（Major Command、MAJCOM）組織の1つ。核兵器の管理・運用を管轄する部隊であり、2009年8月7日に新設された、現行の10個のMAJCOMの中では最も新しい軍団である。司令部はルイジアナ州バークスデール空軍基地に置かれ、空軍特殊作戦軍団（AFSOC）、空軍予備役軍団（AFRC）と同様に中将（3つ星）が指揮を執る。

## 概要
冷戦終結後、戦略航空軍団の部隊は分割再編されていたが、2007年のマイノット事件（外された筈の核弾頭が付いたままのACM巡航ミサイルが、ノースダコタ州マイノット空軍基地からバークスデール空軍基地まで空輸されていた事件）はアメリカ空軍において兵器管理に問題があることを明らかにした。核兵器管理体制を再構築するために、新しい主要軍団として地球規模攻撃軍団を設立することが2008年10月にアナウンスされた。
航空戦闘軍団の戦略爆撃機部隊および空軍宇宙軍団の大陸間弾道ミサイル部隊などが移管され、第8空軍および第20空軍からなる。

## 主要部隊
- 第8空軍
  - 第2爆撃航空団（英語版）：ルイジアナ州 バークスデール空軍基地：B-52Hを装備
    - 第11爆撃飛行隊（英語版）
    - 第20爆撃飛行隊（英語版）
    - 第96爆撃飛行隊（英語版）

  - 第5爆撃航空団（英語版）：ノースダコタ州 マイノット空軍基地：B-52Hを装備
    - 第23爆撃飛行隊（英語版）
    - 第69爆撃飛行隊（英語版）

  - 第7爆撃航空団（英語版）：テキサス州 ダイエス空軍基地：B-1Bを装備
    - 第9爆撃飛行隊（英語版）
    - 第28爆撃飛行隊（英語版）
    - 第436訓練飛行隊（英語版）

  - 第28爆撃航空団（英語版）：サウスダコタ州 エルスワース空軍基地：B-1Bを装備
    - 第34爆撃飛行隊（英語版）
    - 第37爆撃飛行隊（英語版）

  - 第509爆撃航空団（英語版）：ミズーリ州 ホワイトマン空軍基地：B-2を装備
    - 第13爆撃飛行隊（英語版）
    - 第393爆撃飛行隊（英語版）
    - 第394戦闘訓練飛行隊（英語版）
- 第20空軍
  - 第90ミサイル航空団：ワイオミング州 フランシス E.ワーレン空軍基地：ミニットマンIIIを装備
    - 第319ミサイル飛行隊（英語版）
    - 第320ミサイル飛行隊（英語版）
    - 第321ミサイル飛行隊（英語版）

  - 第91ミサイル航空団：ノースダコタ州 マイノット空軍基地：ミニットマンIIIを装備
    - 第740ミサイル飛行隊（英語版）
    - 第741ミサイル飛行隊（英語版）
    - 第742ミサイル飛行隊（英語版）

  - 第341ミサイル航空団：モンタナ州 マルムストローム空軍基地：ミニットマンIIIを装備
    - 第10ミサイル飛行隊（英語版）
    - 第12ミサイル飛行隊（英語版）
    - 第490ミサイル飛行隊（英語版）

  - 第625戦略作戦飛行隊：ネブラスカ州 オファット空軍基地（英語版）
  - 第377航空基地航空団（英語版）：ニューメキシコ州 カートランド空軍基地
  - 第498核システム航空団（英語版）：ニューメキシコ州 カートランド空軍基地
- 地球規模攻撃軍団直轄部隊
  - 第576飛行試験隊（英語版）：カリフォルニア州 バンデンバーグ空軍基地